# Thailand Masters (snooker)
De Thailand Masters was een professioneel snookertoernooi dat tot 2006 gehouden werd. Het begon als een non-ranking toernooi in 1983, maar vanaf 1989 telde het als Asian Open mee voor de rankings. Van 1994 tot 1997 heette het de Thailand Open en van 1998 tot 2002 weer de Thailand Masters. De laatste edities waren weer non-ranking evenementen in 2003 en 2006.

## Winnaars
| Seizoen                        | Winnaar             | Winnaar | Verliezend finalist | Verliezend finalist | Score |
| ------------------------------ | ------------------- | ------- | ------------------- | ------------------- | ----- |
| Thailand Masters (non-ranking) |                     |         |                     |                     |       |
| 1983/1984                      | Tony Meo            | ENG     | Steve Davis         | ENG                 | 2-1   |
| 1984/1985                      | Jimmy White         | ENG     | Terry Griffiths     | WAL                 | 4-3   |
| 1985/1986                      | Dennis Taylor       | NIR     | Terry Griffiths     | WAL                 | 4-3   |
| 1986/1987                      | James Wattana       | THA     | Terry Griffiths     | WAL                 | 2-1   |
| 1991/1992                      | Steve Davis         | ENG     | Stephen Hendry      | SCO                 | 6-3   |
| Asian Open (ranking)           |                     |         |                     |                     |       |
| 1989/1990                      | Stephen Hendry      | SCO     | James Wattana       | THA                 | 9-6   |
| 1990/1991                      | Stephen Hendry      | SCO     | Dennis Taylor       | NIR                 | 9-3   |
| 1991/1992                      | Steve Davis         | ENG     | Alan McManus        | SCO                 | 9-3   |
| 1992/1993                      | Dave Harold         | ENG     | Darren Morgan       | WAL                 | 9-6   |
| Thailand Open (ranking)        |                     |         |                     |                     |       |
| 1993/1994                      | James Wattana       | THA     | Steve Davis         | ENG                 | 9-7   |
| 1994/1995                      | James Wattana       | THA     | Ronnie O'Sullivan   | ENG                 | 9-6   |
| 1995/1996                      | Alan McManus        | SCO     | Ken Doherty         | IRL                 | 9-8   |
| 1996/1997                      | Peter Ebdon         | ENG     | Nigel Bond          | ENG                 | 9-7   |
| Thailand Masters (ranking)     |                     |         |                     |                     |       |
| 1997/1998                      | Stephen Hendry      | SCO     | John Parrott        | ENG                 | 9-6   |
| 1998/1999                      | Mark Williams       | WAL     | Alan McManus        | SCO                 | 9-7   |
| 1999/2000                      | Mark Williams       | WAL     | Stephen Hendry      | SCO                 | 9-5   |
| 2000/2001                      | Ken Doherty         | IRL     | Stephen Hendry      | SCO                 | 9-3   |
| 2001/2002                      | Mark Williams       | WAL     | Stephen Lee         | ENG                 | 9-4   |
| Thailand Masters (non-ranking) |                     |         |                     |                     |       |
| 2002/2003                      | Noppadon Noppachorn | THA     | Rom Surin           | THA                 | 5-4   |
| 2006/2007                      | Marco Fu            | HKG     | Issara Kachaiwong   | THA                 | 5-3   |